# Sturmia lindneri
Sturmia lindneri là một loài ruồi trong họ Tachinidae.